# Служебная почта

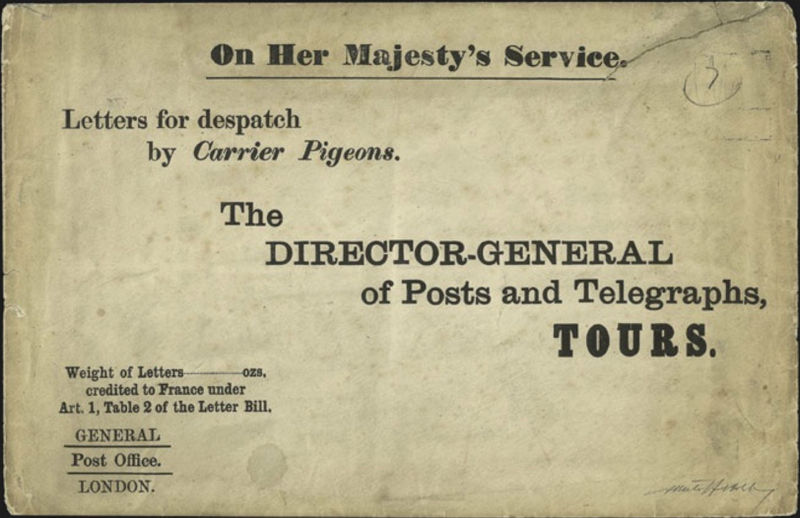
Служебное письмо из Лондона генеральному директору почт и телеграфов в Туре с надписью «On Her Majesty’s Service» («На службе её Величества»), предназначенное для дальнейшей отправки в виде голубеграммы в осаждённый Париж (1870—1871)

Служе́бная по́чта — относящийся к содержанию почты термин, обозначающий всю совокупность служебной корреспонденции, отправляемой государственными учреждениями, государственными органами и приравненными к ним государственными или коммунальными организациями, международными организациями, а также название почтовых отправлений, служебный характер которых понятен из штампов или иных пометок отправителя, обратного адреса или других средств идентификации отправителя, франкирования служебными марками или отправки в служебном конверте.

## История
Некоторыми из самых ранних видов служебной почты были сообщения, отправляемые царями, королями, императорами и другими правителями. Cursus publicus (с лат. — «общественный путь») была служебной почтово-курьерской (и транспортной) системой Римской империи, созданной императором Октавианом Августом. Гораздо позднее в одну из функций почты Турн-и-Таксис входила перевозка корреспонденции императора Максимилиана I.
В ряде стран для служебной почты выпускались специальные служебные почтовые марки и служебные конверты. Появление служебных почтовых марок связано с прекращением льготного франкирования, предоставлявшего определённым государственным чиновникам право бесплатной пересылки корреспонденции. Обычно такое лицо ставило на почтовом отправлении свою подпись, но такая система служила почвой для многочисленных злоупотреблений. В Великобритании правила изменили, потребовав от отправителя помимо подписи указывать дату и место отправки, но и это новведение не спасло от злоупотреблений, что привело, в определённой части, к введению почтовых марок.
Государственные органы большинства стран используют конверты с символикой, указывающей на их служебный характер: на служебных отправлениях Великобритании очень часто стоят надписи англ. «O. H. M. S.» или «On His/Her Majesty’s Service» («На службе его/её Величества»), в США используется силуэт орла, в Эфиопии — рука, сжимающая расщеплённую палку со вставленным в расщеп письмом, а Ирландия использует лиру.
После гражданской войны Почтовый департамент США испытывал значительный дефицит бюджета. При этом согласно отчёту Генерального почтмейстера США за 1869 год 31 933 чиновника пользовались правом льготного франкирования примерно на сумму 5 миллионов долларов США, поэтому в 1872 году Республиканская партия включила предложение об отмене льготного франкирования в свою предвыборную платформу. В период с 1873 года по 1891 год в США не было льготного франкирования, потому что были выпущены специальные служебные марки, но к 1891 году льготное франкирование было восстановлено.

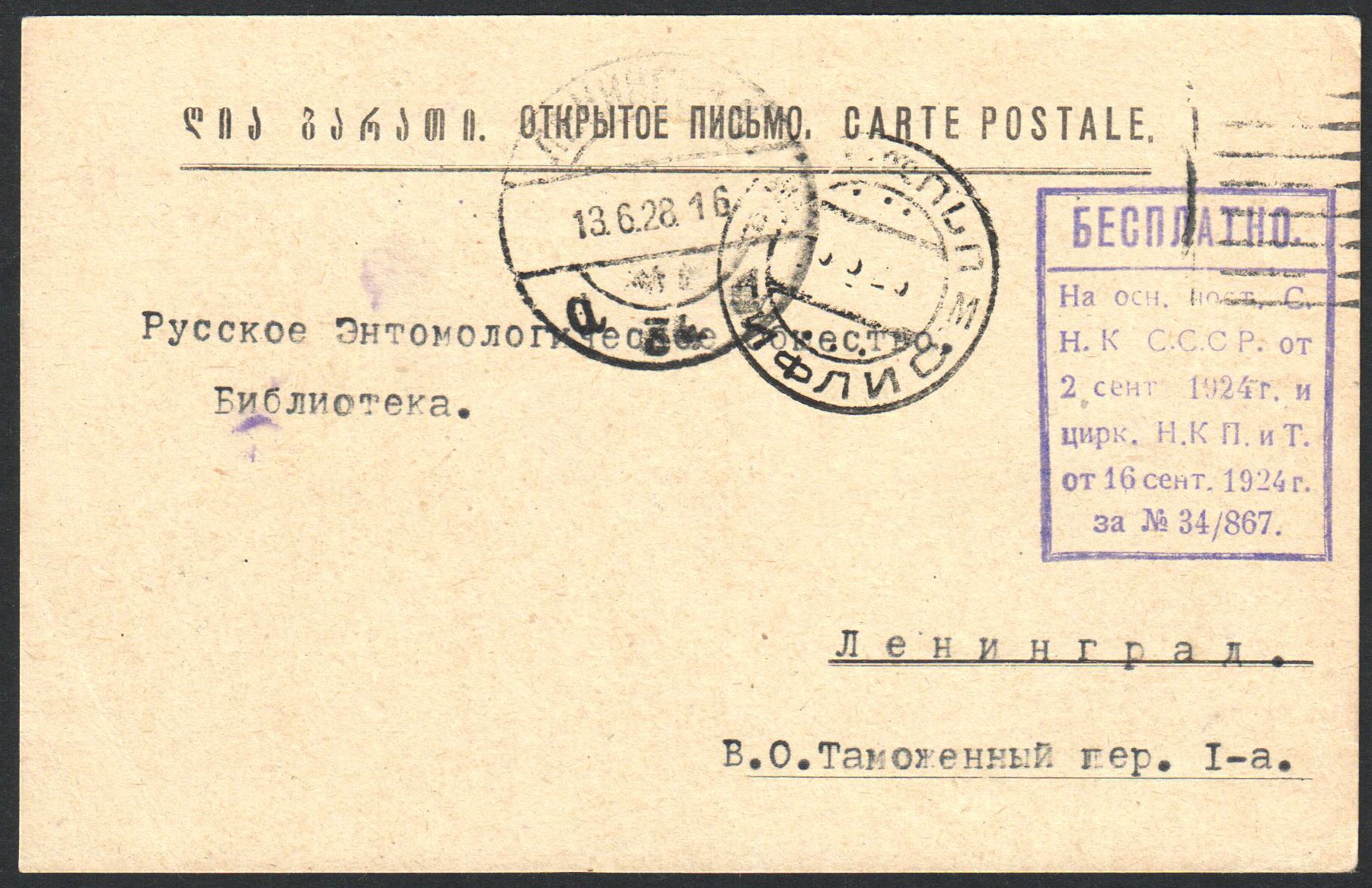
Пример бесплатного отправления служебной почты в советское время: почтовая карточка, отправленная из библиотеки Музея Грузии (Тифлис) в библиотеку Русского энтомологического общества (Ленинград; 1928). Вместо почтовой марки проставлен оттиск штампа с текстом:
«БЕСПЛАТНО. На осн[овании] Пост[ановления] С. Н. К. С. С. С. Р. от 2 сент[ября] 1924 г. и цирк[уляра] Н. К. П. и Т. от 16 сент[ября] 1924 г. за № 34/867».

«БЕСПЛАТНО. На осн[овании] Пост[ановления] С. Н. К.  С. С. С. Р. от 2 сент[ября] 1924 г. и цирк[уляра] Н. К. П. и Т. от 16 сент[ября] 1924 г. за № 34/867».